# João Filipe
João Filipe Rabelo da Costa Silva (Rio de Janeiro, 10 giugno 1988) è un ex calciatore brasiliano, di ruolo difensore.

## Carriera
Nel 2011 viene ceduto in prestito dal Botafogo al San Paolo.

## Palmarès

### Club

#### Competizioni internazionali
- Coppa Sudamericana: 1

San Paolo: 2012